# Францево
Фра́нцево (рос. Францево) — селище у складі Первомайського району Томської області, Росія. Входить до складу Комсомольського сільського поселення.

## Населення
Населення — 107 осіб (2010; 177 у 2002).
Національний склад (станом на 2002 рік):
- росіяни — 92 %